# RGyarong jezici
rGyarong jezici malena podskupina od (4) tibetsko-burmanska jezika koja zajedno s jezičnom podskupinom qiang čini širu skupini tangut-qiang. Rasprostranjeni su na području Kine, to su: guanyinqiao, [jiq] 50.000 (1993 Lin); horpa, [ero] 45,000 (Shearer and Sun 2002); jiarong ili gyarong, [jya] 83.000 (1999 H. Sun); shangzhai, [jih] 4.100 (2004).

## Vanjske poveznice
- Ethnologue (14th)
- Ethnologue (15th)